# Колар, Гертруда
Гертруда «Труде» Гольнер-Колар (нем. Gertrude "Trude" Gollner-Kolar, 23 января 1926, Грац, Австрия — 22 декабря 2014, Берлин, Германия) — австрийская спортивная гимнастка, первая чемпионка мира в упражнении на кольцах/брусьях (1950).

## Спортивная карьера
Одержав победу на чемпионате мира в Базеле 1950, на момент своей смерти являлась единственной представительницей Австрии, сумевшей победить на соревнованиях подобного уровня. На этом же чемпионате стала серебряным призёром в опорном прыжке и бронзовым — в многоборье.
Дважды участвовала в Олимпийских играх: в Лондоне (1948) была шестой в составе сборной Австрии в командном зачете, в Хельсинки (1952) десятой в той же дисциплине.
Являлась 19-кратной чемпионкой Австрии, трижды побеждая в многоборье (1950, 1952, 1953).